# SN 2006bv
SN 2006bv – niepotwierdzona supernowa typu IIn? odkryta 28 kwietnia 2006 roku w galaktyce UGC 7848. W momencie odkrycia miała maksymalną jasność 17,80m.